# Alzada (Montana)
Alzada es un lugar designado por el censo ubicado en el condado de Carter en el estado estadounidense de Montana. En el Censo de 2010 tenía una población de 29 habitantes y una densidad poblacional de 21,78 personas por km².

## Geografía
Alzada se encuentra ubicado en las coordenadas 45°1′22″N 104°24′46″O / 45.02278, -104.41278. Según la Oficina del Censo de los Estados Unidos, Alzada tiene una superficie total de 1.33 km², de la cual 1.33 km² corresponden a tierra firme y (0%) 0 km² es agua.

## Demografía
Según el censo de 2010, había 29 personas residiendo en Alzada. La densidad de población era de 21,78 hab./km². De los 29 habitantes, Alzada estaba compuesto por el 100% blancos, el 0% eran afroamericanos, el 0% eran amerindios, el 0% eran asiáticos, el 0% eran isleños del Pacífico, el 0% eran de otras razas y el 0% pertenecían a dos o más razas. Del total de la población el 0% eran hispanos o latinos de cualquier raza.